# Rolf Wallgren Bruhn
Pour les articles homonymes, voir Bruhn.
Rolf Wallgren Bruhn (4 septembre 1878-30 août 1942) est un homme politique canadien de la Colombie-Britannique. Il est député provincial conservateur pour la circonscription britanno-colombienne de Salmon Arm de 1924 jusqu'à son décès en 1942.

## Biographie
Né Rolf Wallgren à Resterod parish en Suède, son père est préfet de la couronne mais est accusé de détournement de fonds. À la suite des accusations, son père immigre au Canada et adopte le nom de Bruhn en abandonnant sa famille. Le reste de la famille s'installe ensuite à Göteborg où sa mère opère une boulangerie. En 1894, Rolf quitte l'école pour travailler comme matelot sur les cargos. Lors d'une tombola en 1895, il remporte un voilier et donne la majeure parie de l'argent à sa mère et achète un billet pour le Canada.
Tout comme son père, il adopte le nom de Bruhn et travaille comme marin sur les Grands Lacs. Il part ensuite pour l'ouest canadien pour travailler sur les chemins de fer et les mines. Bruhn s'établit d'abord à Malakwa (en) en Colombie-Britannique avant d'opter pour Salmon Arm en 1910. À Salmon Arm, il travaille comme contremaître de voirie et sert comme conseiller municipal pendant quatre ans.
Lors de l'élection des Libéraux en 1916, Bruhn perd son poste de contremaître et part pour Sicamous où il démarre une entreprise de poteaux de cèdre. Bruhn est brûlé lors d'un incendie et sa femme opère l'entreprise pendant quelque temps. L'entreprise augmente sa production s'installe également à Canoe (en).
Élu député, il siège au cabinet à titre de Président du conseil exécutif en 1928, ainsi que comme ministre des Travaux publics en 1930. Contribuant à l'élaboration du programme du Parti constructif social (en) en 1937, il se présente comme candidat indépendant la même année, mais sa candidature est endossée par les Conservateurs. Les Constructifs sociaux ne rencontrant aucun succès, Bruhn retourne avec les Conservateur en 1938 et est réélu en 1941. Redevenu ministre des Travaux publics dans une  gouvernement de coalition libéral/conservateur.
Bruhn meurt en fonction d'un accident vasculaire cérébral l'année suivante à l'âge de 63 ans,.